# Порто Валтраваля
По̀рто Валтрава̀ля (на италиански: Porto Valtravaglia; на ломбардски: Port Valtravàia, Порт Валтравая) е село и община в Северна Италия, провинция Варезе, регион Ломбардия. Разположено е на 199 m надморска височина, на източния бряг на езеро Лаго Маджоре. Населението на общината е 2354 души (към 2017 г.).